# Coline Béal
Pour les articles homonymes, voir Béal.
Coline Béal est une actrice et réalisatrice française,,.

## Biographie
Elle est originaire de Saint-Just-Saint-Rambert

## Filmographie

### Films
- 2015 : Floride de Philippe Le Guay : Juliette
- 2016 : Les Enfants de la chance de Malik Chibane : Madeleine
- 2019 : Furie d'Olivier Abbou : la rousse
- 2023 : La Tour de Guillaume Nicloux : Mélanie
- 2023 : Rien à perdre de Delphine Deloget : Maëlle

### Courts métrages
- 2015 : Les beaux jours : Alice
- 2016 : Je ne suis pas un cygne : Anna
- 2016 : Not K.O. : Polly
- 2016 : Tis (voix)
- 2016 : La Tangente : Chloé De Chatel
- 2016 : Fish & Chicks : Coralie
- 2017 : Rêveuse : Ana
- 2017 : The City of Witches : Anais
- 2017 : Atomic Spot : la bodyboardeuse
- 2018 : Pauline asservie de Charline Bourgeois-Tacquet : Annabelle
- 2020 : La fille de la marée de Julien Viala : Morgane
- 2021 : Juvénile de Vincent Duluc-David

### Téléfilms
- 2014 : Pilules bleues de Jean-Philippe Amar : Diane
- 2019 : La maladroite d'Éléonore Faucher : Corine, infirmière

### Séries
- 2014 : Falco : Jeanne Regnaud (saison 2, épisode 4 : Dans la peau)
- 2014 : Joséphine, ange gardien : Jeanne Lambert (saison 15, épisode 2 : Les boloss)
- 2015 : La famille Millevoies : Clarisse (épisode Clarisse, future lunetière)
- 2018 : Ben : Vanessa Lambert
- 2018 : Section de recherches : Morgane Melrant (saison 12, épisode 3 : L'enfant chéri)
- 2018 : Caïn : Émilie (saison 6, épisode 8 : Une histoire de famille)
- 2018 : Candice Renoir : Margaux Frémont (saison 6, épisode 10 : L'union fait la force - 2e partie)
- 2019 : Agathe Koltès : Justine Lambrieux (saison 2, épisode 1 : Ailes brisées)
- 2019 : Balthazar : Camille Beltran (saison 2, épisode 3 : Sang froid)
- 2019 : Alex Hugo d'Olivier Langlois : Anna (saison 5, épisode 3 : L'étrangère)
- 2020 : La Révolution : Ophélie
- 2021 : La faute à Rousseau : Caroline (saison 1, épisode 1 : Paul et la liberté)
- 2022 : Les Hautes herbes de Jérôme Bonnell : Adrienne Belhomert

### Réalisatrice
- 2018 : Narcissiques[5]
- 2021 : Parents (court métrage)
- 2023 : Balthazar (saison 5, épisodes 4 : La vérité est ailleurs, 5 : Famille parfaite et 6 : Game over)